# N259 (België)
De N259 is een gewestweg in België tussen Wolvertem (N211) en Liezele (N17) waar de weg overgaat in de N159. De weg heeft een lengte van ongeveer 13 kilometer.
De gehele weg bestaat uit twee rijstroken in beide rijrichtingen samen.

## Plaatsen langs N259
- Wolvertem
- Imde
- Londerzeel
- Londerzeel Sint-Jozef